# Irianjaya complens
Irianjaya complens là một loài ruồi trong họ Asilidae. Irianjaya complens được Walker miêu tả năm 1861.